# When You’re In
«When You're In» (укр. «Коли ти вдома») — композиція групи «Pink Floyd» з альбому 1972 року Obscured by Clouds — саундтреку до французького фільму «Долина» («La Vallée»). Представлена на стороні «А» другим за рахунком треком. Авторами цієї короткої інструментальної композиції вважаються всі члени групи. «When You're In» багато в чому нагадує попередній трек на альбомі — «Obscured by Clouds», відрізняючись від нього хіба що тільки більш яскраво вираженим записом ударних .
Композиція виконувалася на відкритті концертних виступів групи в 1972 і 1973 роках разом з «Obscured by Clouds» як один номер. Окрім цього, в якості одного цілого з «Obscured by Clouds», «When You're In» виконувалася також групою і на постановках балету французького хореографа Ролана Петі  в Марселі у листопаді 1972 року і в Парижі у лютому 1973 року. Концертні номери відрізнялися від альбомної версії пісні, насамперед плавним переходом від «Obscured by Clouds» до «When You're In» і виконанням музикантами групи в середині «When You're In» джем-сейшну, який значно розтягував тривалість композиції. До прикладу, на концерті в Нью-Йорку («Radio City Music Hall») 17 березня 1973 року час виконання «When You're In» склав більше, ніж 9 хвилин (9:19).
У фільм «Долина» композиція «When You're In», зрештою, так і не ввійшла.

## Учасники запису
- Роджер Вотерс — бас-гітара;
- Девід Гілмор — електрогітара;
- Річард Райт — орган Хаммонда, фортепіано;
- Нік Мейсон — ударні;